# Stoopid Buddy Stoodios

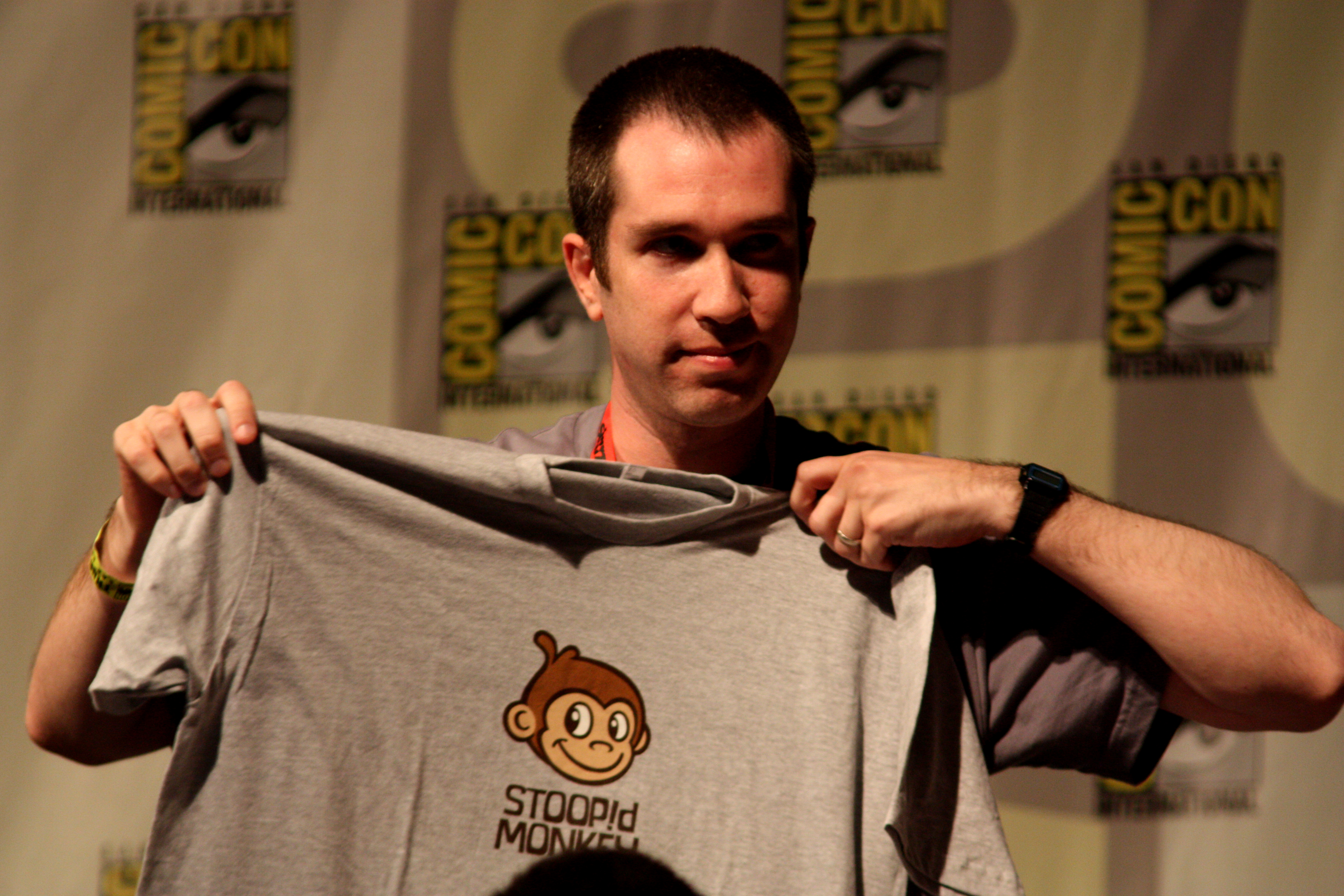
Matthew Senreich tenant un t-shirt Stoopid Monkey.

 Stoopid Buddy Stoodios (anciennement Stoopid Monkey, LLC) est une compagnie de production télévisuelle fondée en 2005 et créée par Seth Green et Matthew Senreich. Elle est l'une des compagnies ayant participé à la production de séries d'animation américaines telles que Robot Chicken et Titan Maximum, en association avec ShadowMachine Films, Sony Pictures Digital, Williams Street et Cartoon Network.
La compagnie a signé un accord avec Dimension Films qui inclut la production d'un film de noël en animation en volume intitulé Naughty or Nice et du film en capture de mouvement Milo sur Mars.

## Logos
Chaque épisode de Robot Chicken, de la première à la quatrième saison, expose un logo de production après le générique de fin ; chacun d'entre eux expose le logo d'un singe agissant d'une manière irresponsable ou stupide suivie de la voix de Seth Green disant « Stupid monkey ». Chaque tirage de Stoopid Monkey est dessiné par le comédien et artiste Adam Talbott.